# Bottom power
Bottom power is het vermogen van een motor bij lage toerentallen. 
Bij sportieve motoren wordt het vermogen vaak slechts in een beperkt (hoog) toerenbereik afgegeven. Vooral bij tweetakten is dat een probleem. Daarom wordt bij deze motoren meestal een of andere vorm van powervalve toegepast.